# Élections législatives de 1946 dans la Côte-d'Or
Les élections législatives françaises de 1946 se tiennent le 10 novembre. Ce sont les premières élections législatives de la Quatrième république, après l'adoption lors du référendum du 13 octobre d'une nouvelle constitution.

## Mode de scrutin
L'Assemblée nationale est composée de 618 sièges pourvus au scrutin proportionnel plurinominal suivant la règle de la plus forte moyenne dans le cadre départemental, sans panachage. 
Le vote préférentiel est admis, en inscrivant un numéro d'ordre en face du nom d'un, de plusieurs ou de tous les candidats de la liste. Mais l'ordre ne pourra être modifier que si au moins la moitié des suffrages portés sur la liste est numéroté. Dans les faits les modifications ne dépasseront jamais les 7%.
Dans le département de la Côte-d'Or, cinq députés sont à élire, un de plus que lors des constituantes de 1945 et 1946.

## Élus
| Député sortant | Parti | Parti | Député élu ou réélu | Parti | Parti |
| -------------- | ----- | ----- | ------------------- | ----- | ----- |
| Siège créé     |       |       | Pierre Meunier      |       | PCF   |
| Jean Bouhey    |       | SFIO  | Jean Bouhey         |       | SFIO  |
| Félix Kir      |       | RI    | Félix Kir           |       | RI    |
| Marcel Roclore |       | RI    | Marcel Roclore      |       | RI    |
| Albert Lalle   |       | RI    | Albert Lalle        |       | RI    |

## Résultats

### Résultats à l'échelle du département
| Parti    | Parti    | Tête de liste  | Résultats | Résultats | Sièges |  |
| Parti    | Parti    | Tête de liste  | Voix      | %         |        |  |
| -------- | -------- | -------------- | --------- | --------- | ------ |  |
|          | RI       | Félix Kir      | 84 887    | 52,86     | 3      |  |
|          | SFIO     | Jean Bouhey    | 47 201    | 29,39     | 1      |  |
|          | PCF      | Pierre Meunier | 28 503    | 17,75     | 1 1    |  |
|          |          |                |           |           |        |  |
| Inscrits | Inscrits | Inscrits       | 207 966   | 100,00    | 5      |  |
| Votants  | Votants  | Votants        | 162 622   | 78,20     |        |  |
| Exprimés | Exprimés | Exprimés       | 160 591   | 98,75     |        |  |